# Point Break
Point Break (bra: Caçadores de Emoção; prt: Rutura Explosiva) é um filme norte-americano lançado em 1991, com direção de Kathryn Bigelow e tendo no elenco Keanu Reeves, Patrick Swayze, Gary Busey, Lori Petty, John C. McGinley e John Philbin. Teve um remake em 2015.

## Sinopse
Johnny Utah (Keanu Reeves), antigo atleta universitário, é um agente novato do FBI incumbido de investigar um gangue de assaltantes de bancos que se disfarçam de ex-presidentes dos EUA e que atuam na zona de Los Angeles. Estes assaltam bancos há mais de 3 anos sem fazerem vítimas nem dispararem um único tiro, e nunca foram apanhados. Após analisar vários indícios deixados para trás, o seu parceiro Angelo Pappas (Gary Busey) tem a convicção de que os ladrões são surfistas e Johnny decide se infiltrar na comunidade do surf do sul da Califórnia, onde conhece Tyler Ann (Lori Petty), que o ensina a surfar e o apresenta ao seu ex-namorado Bodhi (Patrick Swayze), o carismático líder de um grupo de surfistas composto por Roach (James LeGros), Grommet (Bojesse Christopher) e Nathaniel (John Philbin). Estes são viciados em adrenalina e fazem de tudo para ter experiências radicais.
À medida que vão se tornando amigos, Johnny começa a participar em festas e a surfar com o seu grupo, sem se perceber que se está a tornar vítima da perigosa influência de Bodhi. Este tem uma única filosofia: "se quiseres viver a aventura máxima, tens que pagar o preço máximo". O sonho de Bodhi é surfar a maior onda do mundo, que surgirá durante uma tempestade que só ocorre de 50 em 50 anos na Austrália. Entre o surf e as festas, acaba por se envolver com Tyler. Toda a situação começa a preocupar Angelo, que é constantemente cobrado pelo seu supervisor Ben Harp (John G. McGinley) para produzir resultados ou desautorizar toda a operação. Tudo piora quando Johnny e Angelo seguem uma pista errada e fazem uma rusga à casa de um grupo de surfistas neonazis, apenas para destruírem uma operação infiltrada da brigada de narcóticos que durava há meses.
Johnny percebe então que Bodhi é o cabecilha do "gangue dos ex-presidentes". Ele e Angelo tentam interceptar mais um assalto, mas falham. Descobrindo a verdadeira identidade de Johnny, Bodhi rapta Tyler e ameaça mandar matá-la se for preso ou morto. A seguir obriga-o a acompanhá-los num assalto, mas este termina mal e Bodhi acaba por abater a tiro um policial que matou Grommet. Johnny e Angelo perseguem Bodhi até ao aeroporto. No tiroteio que se segue, Angelo e Nathaniel são mortos, enquanto que Roach é gravemente ferido. Bodhi embarca num avião com Roach e obriga Johnny a vir com ele. Quando sobrevoam o México, Bodhi e Roach atiram-se de pára-quedas para fugir, deixando Johnny no avião. Sem saída, este salta sem pára quedas e apanha Bodhi em pleno voo, mas é obrigado a largar a sua arma para poder abrir o pára-quedas. Ao aterrarem, percebem que Roach morreu. Bodhi foge e liberta Tyler do cativeiro.
Semanas passam. Depois de o perseguir pelos quatro cantos do mundo, Johnny finalmente apanha Bodhi numa praia da Austrália durante a tempestade dos 50 anos e algema-o. Encurralado, Bodhi implora a Johnny que o deixe apanhar uma última onda antes de ser preso. Johnny percebe que a sua carreira terminará se o deixar fugir, mas liberta-o. Enquanto vê Bodhi a sair para a água em direcção a um mar com ondas de 20 metros e a uma morte certa, Johnny ri-se e atira o seu distintivo para o mar.

## Elenco
- Patrick Swayze como Bodhi
- Keanu Reeves como Johnny Utah
- Gary Busey como Angelo Pappas
- Lori Petty como Tyler Ann Endicott
- John C. McGinley como Ben Harp
- James LeGros como Roach
- John Philbin como Nathanial
- Bojesse Christopher como Grommet
- Lee Tergesen como Rosie
- Tom Sizemore como Deets
- Anthony Kiedis como Tone
- Vincent Klyn como Warchild
- Christopher Pettiet como Garoto de 15 anos na loja de pranchas de surf

## Trilha sonora
1. "Nobody Rides For Free" - Ratt
2. "Over The Edge" - LA Guns
3. "I Will Not Fall" - Wire Train
4. "I Want You" - Concrete Blonde
5. "7 And 7 Is" - Liquid Jesus
6. "Smoke On The Water" - Loudhouse
7. "My City" - Shark Island
8. "Criminal" - Public Image Ltd.
9. "So Long Cowboy" - Westworld
10. "Hundreds Of Tears" - Sheryl Crow

## Produção
Originalmente, Matthew Broderick e Charlie Sheen deveriam participar do filme, que teria direção de Ridley Scott.

## Recepção
Point Break estreou em 12 de julho de 1991 em 1.615 salas de cinema, faturando 8,5 milhões de dólares no final de semana de estréia. Com um custo de produção de 24 milhões de dólares, o filme faturou 43,2 milhões de dólares na América do Norte e 40,3 milhões internacionalmente, para um total de 83,5 milhões.